# Chartynia
Chartynia – ciek zlokalizowany w całości w Poznaniu, na Nowym Mieście. Obecnie służy jako kanał deszczowy Poznańskiego Systemu Kanalizacyjnego.
Chartynia wyznaczała historyczną południową granicę Chartowa.
Źródła Chartyni znajdują się w okolicach stacji kolejowej Poznań Franowo, następnie kanał biegnie przy os. Przemysława, Szpitalu Miejskim przy ul. Szwajcarskiej, os. Zodiak i os. Rusa. W parku między osiedlami os. Lecha i os. Tysiąclecia uchodzi do Piaśnicy.
W czasie II wojny światowej nazwana przez Niemców Gutenbrunner Bach (od Gutenbrunn – niem. nazwa Kobylepola). W 1977 rzeka została częściowo skanalizowana na odcinku 1,2 km i przekształcona w kolektor deszczowy "Chartynia". Studium uwarunkowań i kierunków zagospodarowania przestrzennego miasta Poznania z 2008 przewiduje budowę kanału odciążającego do stawu Olszak.